# A Dinosaur's Tale
A Dinosaur's Tale est un jeu vidéo de plate-forme sorti en 1993 sur Mega Drive. Le jeu a été développé par Funcom et édité par Hi-Tech Expressions.
Le jeu s'inspire du film Les Quatre Dinosaures et le Cirque magique où il permet d'incarner au choix les personnages Cecilia ou Louie.